# Pandanus joskei
Espèce
Statut de conservation UICN

 VU  : Vulnérable
Pandanus joskei est une espèce de plantes de la famille des Pandanacées.